# Playas de Las Cámaras y Los Curas
Las playas de Las Cámaras y los Curas (conocida también como de los Frailes), son unas de las ocho playas de la parroquia de Celorio, en el concejo de Llanes (Asturias, España).
Desde estas playas se tiene una buena vista de la sierra del Cuera y los alrededores de las playas están llenos de vegetación. Se enmarca en las playas de la Costa Oriental de Asturias, en la Costa Verde, y está considerada paisaje protegido, desde el punto de vista medioambiental (por su vegetación). Por este motivo está integrada, según información del Ministerio de Agricultura, Alimentación y Medio Ambiente, en el Paisaje Protegido de la Costa Oriental de Asturias.

## Descripción
Ambas playas tienen forma de concha y se encuentran separadas por un promontorio, contando con unas dimensiones prácticamente idénticas. Durante la bajamar quedan unificadas, mientras que cuando la marea sube, no solo se separan sino que sus accesos son totalmente diferentes.
La playa de Las Cámaras se encuentra en pleno núcleo urbano de Celorio y cuenta con paseo marítimo y entre los servicios que proporciona se encuentra equipada con duchas, teléfonos y papeleras y se realiza servicio de limpieza. Durante la temporada estival cuenta además con auxilio y salvamento.
La playa de Curas o de los Frailes debe su nombre a que era utilizada antiguamente por los religiosos que vivían en el monasterio de San Salvador de Celorio, ya que la pequeña cala que constituye esta playa tiene un acceso justamente desde la parte trasera de la iglesia homónima, que se sitúa junto al mencionado monasterio, por debajo de las ruinas de una torre conocida como “Torre de las Cámaras”. Otra forma de acceder a ella es a partir de la contigua playa de Las Cámaras.
Como ocurre en la playa de San Martín, también de Celorio, en ella existen pequeños manantiales de agua dulce, que en ocasiones nacen bajo la arena, lo que da lugar a unas pequeñas “arenas movedizas” que se les conoce con el nombre de gorgoritos.
Ambas playas, al igual que la cercana playa de Palombina comparten dos rocas o castros muy singulares. En la propia arena de la playa se ubica Peñamesada, conocido popularmente como 'El León', mientras que 500 metros mar adentro está el Castru'l Gaiteru, visible desde cualquiera de las tres playas.